# Fönácé
Fönácé (vagy Fönáce, románul: Fânațe) falu Romániában, Maros megyében.

## Története
Faragó község része. A trianoni békeszerződésig Kolozs vármegye Tekei járásához tartozott.

## Népessége
2002-ben 13 lakosa volt, ebből 13 román. 2011-re elnéptelenedett.

## Vallások
A falu lakói ortodox hitűek.